# Związek Szkółkarzy Polskich
Związek Szkółkarzy Polskich – stowarzyszenie producentów roślin ozdobnych i owocowych (drzew, krzewów, bylin i pnączy), powołane do życia w 1991 r., zrzeszające 223 członków ze 131 szkółek. Stowarzyszenie funkcjonuje jako organizacja non-profit, nie prowadzi działalności gospodarczej. Organizacja jest członkiem European Nurserystock Association, International Association of Horticultural Producers oraz Polskiego Stowarzyszenia Centrów Ogrodniczych, jest też partnerem innych stowarzyszeń działających w branży ogrodniczej. 

## Misja
Związek Szkółkarzy Polskich stanowi platformę transferu wiedzy i informacji dla branży szkółkarskiej w obszarze produkcji, handlu oraz szeroko rozumianej działalności szkółkarskiej. Reprezentuje interesy krajowych producentów materiału szkółkarskiego w kraju i za granicą.
Istotnym obszarem działalności stowarzyszenia jest upowszechnianie wiedzy o roślinach i korzyściach wynikających z otaczania się zielenią: zdrowotnych, ekonomicznych, estetycznych i środowiskowych. Działania informacyjne i edukacyjne organizacji są skierowane do społeczeństwa oraz osób i instytucji mających wpływ na kształtowanie terenów zieleni prywatnej i publicznej, tj. architektów krajobrazu, ogrodników, firm wykonawczych, jednostek samorządowych, zarządów dróg, zarządców osiedli, wspólnot i spółdzielni mieszkaniowych. Działania te są realizowane poprzez seminaria, konferencje i szkolenia, wydawnictwa oraz opracowywane zalecenia i rekomendacje.

## Cele statutowe
Do zadań statutowych Stowarzyszenia należą m.in.:
- działania związane z rozwojem szkółkarstwa oraz integracja środowiska szkółkarskiego;
- upowszechnianie wiedzy o nowoczesnych metodach produkcji;
- reprezentowanie zrzeszonych szkółkarzy wobec organów państwowych, samorządowych i innych podmiotów;
- promocja i popularyzacja w społeczeństwie wiedzy o znaczeniu i zastosowaniu roślin w kształtowaniu i ochronie środowiska;
- inspirowanie i wspieranie działań służących szeroko pojętej edukacji oraz działalności naukowej z zakresu wiedzy i kultury ogrodniczej, ekologii, zrównoważonego rozwoju;
- inicjowanie działań mających na celu ochronę przyrody.

## Struktura
Władzami Związku są:
- Walne Zgromadzenie Członków,
- Zarząd,
- Komisja Rewizyjna,
- Sąd Koleżeński.

Najwyższą władzę w stowarzyszeniu sprawuje Walne Zgromadzenie Członków, które jest zwoływane przez Zarząd przynajmniej raz w roku.

## Przedsięwzięcia

### Wystawa „Zieleń to Życie”
Związek jest organizatorem wystawy „Zieleń to Życie”, przy czym do tego celu powołana została spółka z ograniczoną odpowiedzialnością pod nazwą Agencja Promocji Zieleni. Od 1998 r. Agencja odpowiada za koncepcję i organizację wystawy, która jest imprezą wystawienniczą branży szkółkarskiej i architektury krajobrazu w Europie Środkowo-Wschodniej. Pierwsza edycja wystawy „Zieleń to Życie” odbyła się w 1993 roku z inicjatywy Związku Szkółkarzy Polskich, w Auli Kryształowej na terenie Szkoły Głównej Gospodarstwa Wiejskiego w Warszawie. W roku 2017 w wystawie wzięło udział blisko 300 firm z polski oraz z zagranicy. Powierzchnia wystawy zajęła powierzchnię 13 000 m². Targi skierowane są do szkółkarzy, architektów krajobrazu, firm zajmujących się zakładaniem terenów zieleni oraz ich pielęgnacją, florystów, hobbystów oraz pasjonatów ogrodów. Wystawie towarzyszy program zawierający wydarzenia towarzyszące, takie jak: warsztaty, konferencje, seminaria (dla producentów, centrów ogrodniczych, architektów).  
Wystawa „Zieleń to Życie” podzielona jest na 6 działów: 
1. Rośliny: materiał szkółkarski (ozdobny i owocowy): drzewa, krzewy, pnącza, byliny, trawy, rośliny wodne, rabatowe, cebulowe, materiał siewny; rośliny doniczkowe, bonsai; rośliny cięte: kwiaty; drzewka świąteczne.
2. Technika, technologie i wsparcie sprzedaży: nawozy, środki ochrony i pielęgnacji roślin, podłoża i substraty, środki do produkcji szkółkarskiej, maszyny i urządzenia, narzędzia i sprzęt ogrodniczy, opakowania i etykiety do roślin, szklarnie i tunele, doniczki i pojemniki, technologie dla szkółkarstwa i architektury krajobrazu, usługi, handel, transport, logistyka, itd.
3. Wyposażenie terenów zieleni, ogrodów, tarasów i balkonów: artykuły dekoracyjne, pojemniki, donice, meble ogrodowe, rzeźba ogrodowa, materiały do budowy nawierzchni i małej architektury, oczka wodne, akcesoria, oświetlenie do ogrodu i terenów zieleni, grille i kominki ogrodowe, technologie do ogrodów, ogrodów na dachach i ogrodów zimowych, trawniki, wyposażenie placów zabaw i terenów rekreacyjnych.
4. Architektura krajobrazu: usługi projektowe, urządzanie i pielęgnacja ogrodów i terenów zieleni.
5. Wydawnictwa, media, głównie z zakresu ogrodnictwa, szkółkarstwa oraz architektury krajobrazu.
6. Organizacje, stowarzyszenia i instytucje[19].

Podczas wystawy „Zieleń to Życie” organizowany jest Konkurs Roślin Nowości. Jego zadaniem jest wypromowanie interesujących i nowych odmian roślin na rynku. Określenie „nowe” oznacza wprowadzane danej rośliny do produkcji, uprawianie jej od niedawna lub wprowadzane do produkcji po bardzo długiej przerwie, umownie określonej jako okres 30 lat.

### Konferencje, warsztaty, szkolenia
Związek Szkółkarzy Polskich upowszechnia wiedzę poprzez organizowanie i uczestnictwo w konferencjach, seminariach oraz poprzez publikowanie artykułów. Angażuje się we współpracę z instytucjami i jednostkami naukowo-badawczymi w zakresie prowadzenia badań, wymiany doświadczeń i zbierania informacji. Stowarzyszenie współpracuje z osobami i instytucjami w zakresie zbierania informacji i wymiany doświadczeń w dziedzinie szkółkarstwa i ochrony środowiska. Do głównych inicjatyw z zakresu szkoleń i konferencji należą: 
- organizacja międzynarodowych konferencji szkółkarskich[23][24],
- szkolenie certyfikowane Związku Szkółkarzy Polskich – skierowane do brygadzistów i kierowników z firm zakładających zieleń, pracowników administracji osiedli mieszkaniowych oraz przedstawicieli urzędów odpowiedzialnych za tereny zieleni,
- szkolenie „Jak zwiększyć sprzedaż roślin”, warsztaty dla pracowników centów ogrodniczych[25],
- seminarium „Zielone miasto”, skierowane głównie do specjalistów zajmujących się zielenią publiczną w urzędach różnego szczebla administracji[26].

### Wydawnictwa
ZSzP jest wydawcą następujących publikacji: 
- „Zalecenia jakościowe dla ozdobnego materiału szkółkarskiego" – aktualne normy regulujące kwestie jakości roślin, rekomendowane przez Ministerstwo Rolnictwa i Rozwoju Wsi[27][28].
- „Katalog Roślin – Drzewa, krzewy i byliny"  – przewodnik po dostępnych w polskich szkółkach roślinach ogrodowych dla amatorów i profesjonalistów[29].
- „Rośliny do każdego ogrodu"
- „Katalog Bylin"
- „Katalog Róż"[30]
- „Katalog Szkółek" – teleadresowy wykaz członków Związku zawierający podstawowe informacje o ofercie zrzeszonych producentów[14].

### E-katalogroslin.pl
Internetowa encyklopedia roślin, w której znajdują się opisy i zdjęcia ponad 9 tys. gatunków i odmian roślin. 